# Чупаево (Башкортостан)
Чупаево (баш. Супай) — село в Шаранском районе Республики Башкортостан Российской Федерации. Входит в состав Акбарисовского сельсовета. Основано в 1742 году как деревня, примерно с 1940-х годов имеет статус села. В начале XX века население доходило до 800 человек, по переписи 2010 года оно составляет 176 человек.

## География

### Географическое положение
Находится на левом берегу речки Шалтык. Расстояние до:
- районного центра (Шаран): 6 км,
- центра сельсовета (Акбарисово): 14 км[5],
- ближайшей ж/д станции (Туймазы): 38 км.

### Климат
По комплексу природных условий село, как и весь район, относится к лесостепной зоне и характеризуется умеренно континентальным климатом со всеми его особенностями: неустойчивость и резкие перемены температуры, неравномерное выпадение осадков по годам и временам года. В селе довольно суровая и снежная зима с незначительными оттепелями, поздняя прохладная и сравнительно сухая весна, короткое жаркое лето и влажная прохладная осень.
| Показатель                                                 | Янв. | Фев. | Март | Апр. | Май | Июнь | Июль | Авг. | Сен. | Окт. | Нояб. | Дек. |
| ---------------------------------------------------------- | ---- | ---- | ---- | ---- | --- | ---- | ---- | ---- | ---- | ---- | ----- | ---- |
| Средний суточный максимум, °C                              | −9   | −7   | 0    | 10   | 19  | 23   | 25   | 23   | 17   | 8    | −1    | −7   |
| Средний суточный минимум, °C                               | −15  | −15  | −9   | 0    | 7   | 11   | 13   | 12   | 7    | 1    | −6    | −13  |
| Норма осадков, мм                                          | 28   | 26   | 32   | 35   | 44  | 62   | 45   | 44   | 47   | 51   | 40    | 37   |
| Источник: Климат Чупаево. Дата обращения: 13 августа 2024. |      |      |      |      |     |      |      |      |      |      |       |      |

## История
Деревня Чупаево возникла вдоль речки Шалтык по договору 26 июня 1742 года о припуске между башкирами Кыр-Еланской волости и марийцами, которые платили за припуск по одной гривне со двора в год. Тогда с территории нынешней республики Марий Эл приехали три брата — Чопай, Опай и Орыспай Ябалаковы, в честь старшего брата назвали деревню. Затем приехали 18 семей с территории нынешнего Калтасинского района. 59 чупаевцев участвовали в восстании Пугачёва.
По IV ревизии 1783 года жители назывались тептярями. 53 мужчины деревни были в команде старшины Читлека Мещерова.
Спустя годы башкиры деревни Пучкак-Куяново (ныне Старопучкаково Чекмагушевского района) выступили против условий припуска 1742 года и продали часть земли, данной марийцам в аренду, башкирам деревни Тархан. Недовольные этим действием жители деревни Чупаево в 1804 году написали жалобу, но дело закончилось не в их пользу. В течение XIX века жители деревень Чупаево и Акбарисово были недовольны разделом земли, иногда спорили и обращались в вышестоящие органы.
По VIII ревизии 1834 года — деревня Чупаева 4-го тептярского стана Белебеевского уезда Оренбургской губернии. Тептяри владели землёй совместно с башкирами-вотчинниками.
В конце 1865 года — деревня Чупаева 3-го стана Белебеевского уезда Уфимской губернии при речке Шалтыке. Жители занимались сельским хозяйством и пчеловодством, имелась водяная мельница.
В 1895 году — деревня Кичкиняшевской волости V стана Белебеевского уезда. По описанию, данному в «Оценочно-статистических материалах», деревня находилась по склону к реке Шалтык, пригодной для мельниц, также имелось несколько родников. Надел находился в одном месте, селение — на юго-западе надела. В последнее время пашня увеличилась за счёт леса. Поля были частью по равнине, частью по волнистой местности, возле селения. Почва — чернозём, местами с примесью глины и песка. Выгон был по кустарнику, который имелся по реке Шалтык и по горе. Жители, кроме сельского хозяйства, занимались извозом. В 1905 году в деревне показаны министерская школа (открыта в 1896 году), мельница, обдирка и бакалейная лавка.
По данным подворной переписи, проведённой в уезде в 1912—13 годах, деревня Чупаева входила в состав Чупаевского сельского общества Кичкиняшевской волости. 13 хозяйств из 143 не имели надельной земли. Количество надельной земли составляло 1736 казённых десятин (из неё 274,05 сдано в аренду 26 хозяйствами), в том числе 36 десятин усадебной земли, 1000 десятин пашни и залежи, 580 — леса, 60 десятин сенокоса и 60 — неудобной земли. Также 8 хозяйств купили товариществом 50 десятин земли, а 326,10 десятин земли было арендовано единолично 46 хозяйствами. Посевная площадь составляла 477,39 десятины, из неё 231 десятину занимала рожь, 109,62 — овёс, 45,83 — просо, 35,97 десятины — горох, 27,47 — греча, 18,5 — пшеница и 9 — полба. Из скота имелась 267 лошадей, 228 голов крупного рогатого скота, 690 овец и 215 коз, также 13 хозяйств держали 148 ульев пчёл. 5 человек занимались промыслами.
В 1923 году произошло укрупнение волостей, и деревня вошла в состав Шаранской волости Белебеевского кантона Башкирской АССР. К 1920-м годам деревня стала большим населённым пунктом, и многие поля были расположены далеко от деревни. В связи с этим в 1923—1925 годах возник выселок, ныне известный как деревня Уялово. В 1926—1929 годах деревня Чупаево была центром Урсаевского сельсовета, затем центр был переведён в деревню Мещерево. В это время чупаевцы объединились в ТОЗы, затем в колхоз «10 лет Башкирии», позднее «Динамо». В 1929 году началось строительство маслозавода, где производили сметану, масло, голландский сыр и брынзу. Кроме того, построили кузницу, цех по переработке пиломатериалов, зерносушилку, овощехранилище, обозный цех, мельницу с двумя жерновами и двумя обдирками, шерстобиткой и циркулярной. Также занимались различными промыслами.
В 1930 году в республике было упразднено кантонное деление, образованы районы. Деревня вошла в состав Туймазинского района, а в 1935 году — в состав вновь образованного Шаранского района. В 1939 году — деревня Чапаево (Чупаево) Урсаевского сельсовета Шаранского района.
В довоенные годы также были построены два кирпичных завода (один — по выпуску обожжённого красного кирпича, другой — саманного). В 1932 году заложен колхозный плодовый сад на площади 28 га, в 1936 году в части здания правления колхоза появился сельский клуб, для которого в 1945 году открылось отдельное здание. В Великой Отечественной войне участвовали 167 жителей деревни, из которых не вернулось 77 человек. Ныне в память о них установлен обелиск.
В 1952 году и далее зафиксирована уже как село Чупаево того же сельсовета. В 1951 году колхоз «Динамо» вошёл в состав колхоза «Ленин корно». В 1955 году открыта сельская библиотека, закрытая в 1978 году. В 1960 году село вошло в состав совхоза «Мичуринский», из которого в 1972 году выделился совхоз «Акбарисовский». В 1967 году село было электрифицировано.
В начале 1963 года в результате реформы административно-территориального деления село было включено в состав Туймазинского сельского района, с марта 1964 года — в составе Бакалинского, с 30 декабря 1966 года — вновь в Шаранском районе.
В 1999 году село по-прежнему входило в состав совхоза «Акбарисовский». В 2009 году Урсаевский сельсовет вместе с селом Чупаево вошёл в состав Акбарисовского.
По состоянию на 2015 год в личных подсобных хозяйствах села имелось 95 голов крупного рогатого скота (в том числе 32 коровы), 178 овец и коз, 29 свиней и 827 голов птицы.
К 2022 году переехавшими жителями городов были построены 12 новых домов, всего в 90 дворах проживало 164 человека.

## Население
В 2015 году население села по данным регистрации составляло 204 человека в 66 семьях, из них 22 ребёнка до 7 лет, 15 детей от 7 до 16 лет, 66 мужчин и 59 женщин трудоспособного возраста и 12 мужчин и 30 женщин старше трудоспособного возраста.
| Год  | Методика              | Жителей | Мужчин | Женщин | Дворов | Преобладающие национальности/сословия                                  | Источники            |
| ---- | --------------------- | ------- | ------ | ------ | ------ | ---------------------------------------------------------------------- | -------------------- |
| 1762 | III ревизия           | н/д     | 59     | н/д    | н/д    | н/д                                                                    | [ 30 ]               |
| 1795 | V ревизия             | 174     | 92     | 82     | 29     | н/д                                                                    | [ 30 ] [ 8 ]         |
| 1816 | VII ревизия           | н/д     | 139    | н/д    | 34     | н/д                                                                    | [ 8 ]                |
| 1834 | VIII ревизия          | 281     | 152    | 129    | 43     | тептяри                                                                | [ 30 ] [ 10 ]        |
| 1859 | X ревизия             | 332     | 168    | 164    | 54     | припущенники                                                           | [ 8 ] [ 31 ]         |
| 1865 | текущий учёт          | 327     | 162    | 165    | 58     | все черемисы                                                           | [ 11 ]               |
| 1895 | текущий учёт          | 516     | 254    | 262    | 92     | н/д                                                                    | [ 12 ]               |
| 1897 | перепись              | 542     | 271    | 271    | н/д    | 522 язычника                                                           | [ 32 ]               |
| 1902 | сведения земства      | н/д     | 301    | н/д    | 118    | припущенники военного звания                                           | [ 33 ]               |
| 1905 | текущий учёт          | 629     | 313    | 316    | 108    | н/д                                                                    | [ 14 ]               |
| 1912 | подворная перепись    | 798     | 388    | 410    | 143    | припущенники из черемисов                                              | [ 16 ]               |
| 1917 | с/х перепись          | 792     | н/д    | н/д    | 152    | 778 марийцев в 149 дворах, 11 тептярей в 2 дворах, 3 русских в 1 дворе | [ 34 ]               |
| 1920 | перепись              | 800     | 389    | 411    | 154    | н/д                                                                    | [ 35 ]               |
| 1920 | перепись              | 827     | н/д    | н/д    | 160    | 821 мариец в 158 дворах, 3 белоруса в 1 дворе, 3 чуваша в 1 дворе      | [ 36 ]               |
| 1925 | подготовка к переписи | н/д     | н/д    | н/д    | 95     | н/д                                                                    | [ 35 ]               |
| 1939 | перепись              | 534     | 264    | 270    | н/д    | н/д                                                                    | [ 22 ]               |
| 1959 | перепись              | 394     | 169    | 225    | н/д    | марийцы                                                                | [ 37 ] [ 38 ]        |
| 1970 | перепись              | 412     | 179    | 233    | н/д    | марийцы                                                                | [ 39 ] [ 40 ]        |
| 1979 | перепись              | 315     | 143    | 172    | н/д    | марийцы                                                                | [ 41 ] [ 42 ]        |
| 1989 | перепись              | 169     | 82     | 87     | н/д    | марийцы                                                                | [ 43 ] [ 44 ] [ 26 ] |
| 2002 | перепись              | 201     | 104    | 97     | н/д    | марийцы (97 %)                                                         | [ 44 ] [ 45 ]        |
| 2010 | перепись              | 176     | 84     | 92     | н/д    | н/д                                                                    | [ 46 ]               |

## Инфраструктура
Село электрифицировано и газифицировано, водопровод отсутствует. Действует плодово-ягодный питомник, небольшой магазин товаров повседневного спроса. В селе пять улиц, покрытых щебнем — Центральная, Тарханская, Садовая, Родниковая и Школьная, протяжённость улично-дорожной сети составляет 4,2 км. По состоянию на 2015 год все дома села были деревянными, общей площадью 3243,8 м².
Работает фельдшерско-акушерский пункт, до первой половины 2010-х годов действовали начальная школа и сельский клуб. К юго-западу от села находится кладбище площадью 2,82 га и заполненностью 80 %. Село обслуживает Шаранская центральная районная больница, почтовое отделение находится в районном центре (селе Шаран), основная школа — в деревне Мещерево.

### Комментарии
1. ↑  По официальным данным переписи.
2. ↑  По данным современного подсчёта по сохранившимся подворным карточкам.